# 葛飾北濤
葛飾 北濤（かつしか ほくとう、生没年不詳）とは、江戸時代の浮世絵師。

## 来歴
葛飾北斎の門人とされる。俗名不明、賀山または智山と号す。作画期は文化から文政の頃にかけてで、作は2点ほどの肉筆画が知られる。『増訂浮世絵』は北濤の項に「空也僧の図がある」と記すが、この絵の消息については不明である。

## 作品
- 「八岐大蛇退治図」　紙本着色　日本浮世絵博物館所蔵　※「北濤画」の落款、「賀山」の朱文方印と「北□」の白文方印あり
- 「松風村雨図」　紙本着色　シカゴウェストンコレクション　※「北濤画」の落款、「智山」の朱文方印と印文不明の白文方印あり。麻布美術工芸館旧蔵